# Froideterre
Froideterre (historisch: Fracta terra, Fraideterre) is een gemeente in het Franse departement Haute-Saône (regio Bourgogne-Franche-Comté) en telt 338 inwoners (2011). De plaats maakt deel uit van het arrondissement Lure.

## Geschiedenis
Het stadje bestaat al sinds medio 12e eeuw, volgens documenten uit 1220, en stond toen bekend onder de naam Fracta terra - gebroken aarde. Later verwerd dit tot Fraideterre. In de Middeleeuwen behoorde Froideterre tot de Franche-Comté, behorend tot het grondhgebied van Bailliage d'Amont. Het lokale bestuur was eerst nog in handen van de Heren van Montjustin, maar in de 13e eeuw werden hun bezittingen in Froideterre aan het klooster van Lure nagelaten. Net zoals de rest van Franche-Comté, behoorde Froideterre met de Vrede van Nijmegen definitief toe aan Frankrijk.
In 1895 werd Froideterre aan het vervoersnetwerk aangesloten door de opening van een trambaan van Lure naar Le Thillot. Vandaag de dag behoort Froideterre als een van de 22 dorpen tot de gemeentenvereniging Pays de Lure. Froideterre heeft geen eigen kerk, en behoort tot de parochie van Saint-Germain.

## Geografie
De oppervlakte van Froideterre bedraagt 2,8 km², de bevolkingsdichtheid is 120,7 inwoners per km².

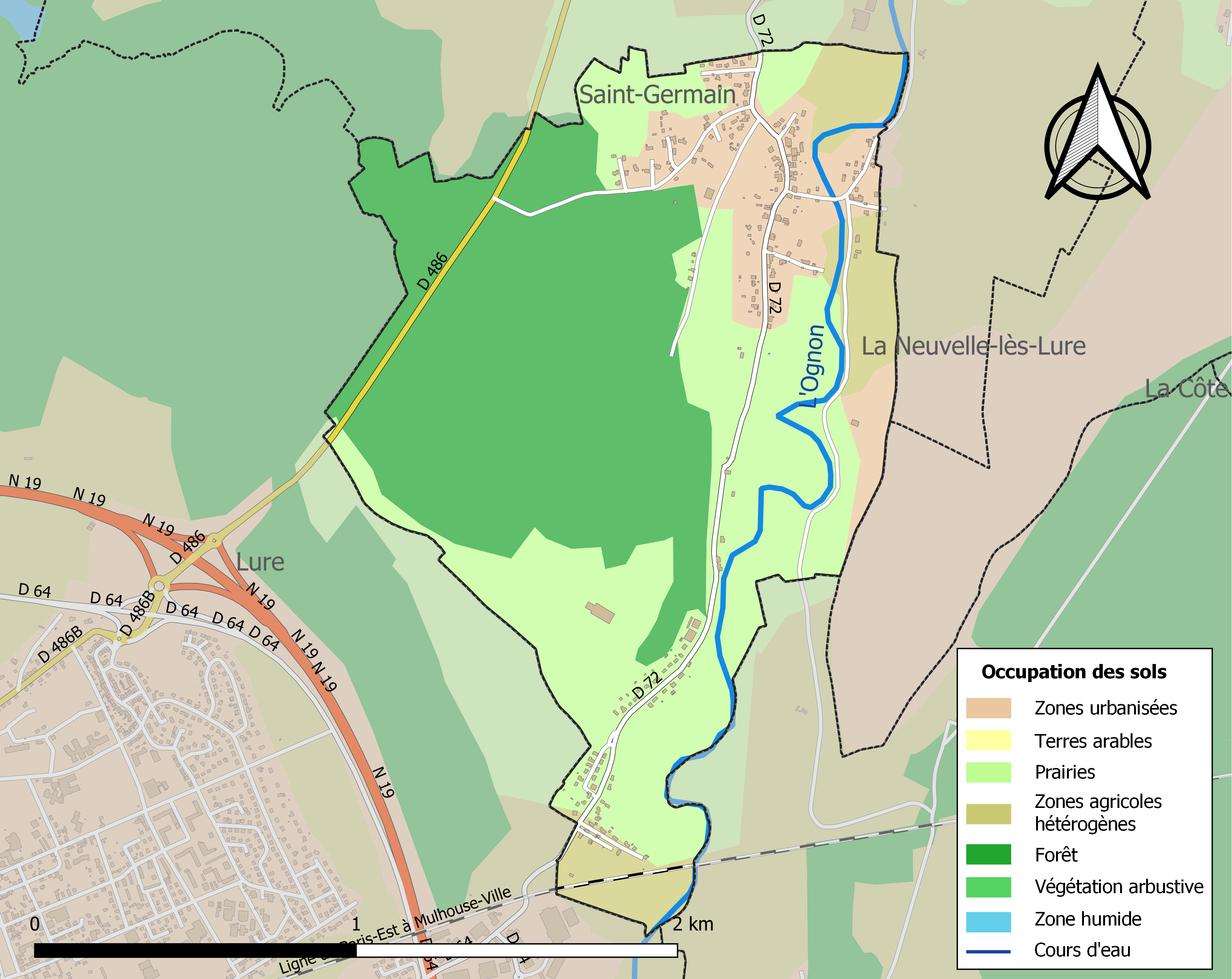
Kaart van de gemeente met de belangrijkste infrastructuur, bodemgebruik en omliggende gemeenten

## Demografie
Onderstaande figuur toont het verloop van het inwonertal (bron: INSEE-tellingen).